# Wolfgang Beckermann

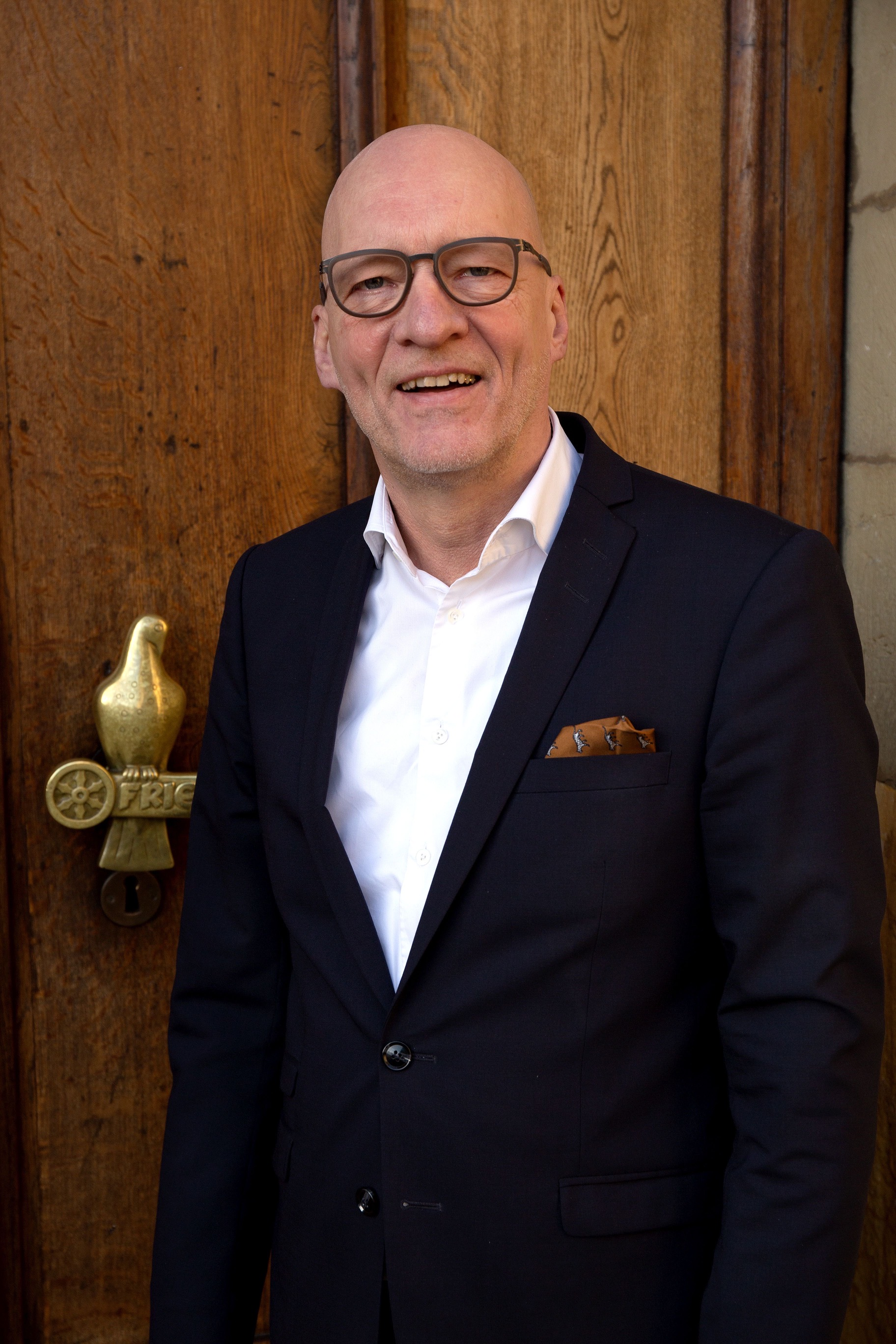
Wolfgang Beckermann (2021)

Wolfgang Beckermann (* 5. August 1959 in Greven) ist ein deutscher Kommunalpolitiker (parteilos) und hauptamtlicher Erster Stadtrat in Osnabrück. Er ist Mitglied im Kulturausschuss des Deutschen Städtetages und Mitglied des Präsidiums des Deutschen Bühnenvereins.

## Leben

### Erster Beigeordneter und Stadtkämmerer in Greven (bis 2016)
Wolfgang Beckermann ist studierter Diplom-Verwaltungswirt und war bis 2016 in seiner Heimatstadt Greven als Stadtkämmerer und Erster Beigeordneter Mitglied des Verwaltungsvorstandes und allgemeiner Vertreter des Bürgermeisters Peter Vennemeyer. Vor seiner Wahl zum Beigeordneten lag sein beruflicher Schwerpunkt in unterschiedlichsten Funktionen der öffentlichen Verwaltung und der Verwaltungswissenschaft – unter anderem als Leiter der Zentralen Steuerung in Greven sowie als Verwaltungswissenschaftler bei der Modernisierung von Kommunalverwaltungen.

### Forschung und Lehre in der Verwaltungswissenschaft
Nebenamtlich dozierte Beckermann an der Fachhochschule für öffentliche Verwaltung Nordrhein-Westfalen zu Themen der öffentlichen Betriebswirtschaftslehre (ÖBWL) wie Personalmanagement und Organisation, in einem Masterstudiengang an der Universität Kassel (MPA) im Innovationsmanagement und am Studieninstitut Westfalen-Lippe im Bereich der Verwaltungsorganisation. Zudem engagierte er sich im Rahmen der Entwicklung des Neuen Steuerungsmodells (NSM) sowohl durch Veröffentlichungen als auch durch Mitarbeit an Gutachten. Aktuell nimmt er einen Lehrauftrag an der Hochschule für Polizei und öffentliche Verwaltung Nordrhein-Westfalen (HSPV NRW) im Organisations- und Personalmanagement wahr.

### Stadtrat und Kultusvorstand in Osnabrück (seit 2017)
Seit dem 1. Januar 2017 ist Beckermann als berufsmäßiger Stadtrat Vorstandsmitglied in der Verwaltung der niedersächsischen Großstadt Osnabrück und dort allgemeiner Vertreter der Oberbürgermeisterin Katharina Pötter.  Von Januar 2017 bis April 2019 leitete er ein Dezernat für Bildung, Soziales, Jugend, Sport und Kultur. Nach einer Organisationsreform der Stadtverwaltung sowie der Schaffung eines eigenständigen Sozialdezernates fungiert Beckermann seit April 2019 als Kultusvorstand für Bildung, Schule, Sport, Kultur, Kinder, Jugend und Familie sowie weiterhin als allgemeiner Vertreter der Oberbürgermeisterin. Im September 2019 wurde Beckermann durch den Osnabrücker Rat zusätzlich für acht Jahre zum Ersten Stadtrat gewählt.

### Privates
Wolfgang Beckermann ist katholischer Konfession, verheiratet und Vater von zwei erwachsenen Söhnen.

## Gremien und Mitgliedschaften
- Vorstand der Stadt Osnabrück für Bildung, Schule, Sport, Kultur, Kinder, Jugend und Familie
- Allgemeiner Vertreter der Osnabrücker Oberbürgermeisterin
- Mitglied im Verwaltungsausschuss (VA) der Stadt Osnabrück
- Mitglied im Aufsichtsrat Städtische Bühnen Osnabrück GmbH und gGmbH
- Mitglied im Aufsichtsrat Volkshochschule Osnabrück
- Mitglied im Aufsichtsrat Osnabrück Marketing und Tourismus GmbH
- Mitglied im Aufsichtsrat Varusschlacht im Osnabrücker Land e. V.
- Vorsitzender Vorstand des Landschaftsverbandes Osnabrücker Land e.V. (LVO)
- Mitglied im Aufsichtsrat des Museums für Industriekultur (MIK)
- Stellvertreter Verbandsvorsteher und stellvertretendes Mitglied der Zweckverbandsversammlung der Sparkasse Osnabrück
- Mitglied im Präsidium des Deutschen Bühnenvereins
- Mitglied im Verwaltungsrat des Deutschen Bühnenvereins
- Stellvertreter Vorsitzender der Rechtsträgergruppe im Deutschen Bühnenverein
- Mitglied im Landesverband Nord des Deutschen Bühnenvereins
- Mitglied im Ausschuss für Schule, Jugend und Kultur des Niedersächsischen Städtetages
- Mitglied des Arbeitskreises der Sozial- und Jugenddezernenten des Niedersächsischen Städtetages
- Stellvertretendes Mitglied des Niedersächsischen Landesjugendhilfeausschusses
- Fachverband der Kämmerer des Landes Nordrhein-Westfalen
- Mitglied im Kulturausschuss des Deutschen Städtetages (DST)[18]